# Pont Scott
Le pont Scott, qui enjambe la rivière Saint-Charles, est situé dans la ville de Québec.

## Origine du nom
Il est nommé en l'honneur de Thomas Scott, contrôleur des douanes établi à Québec vers 1780 et propriétaire du domaine Sans Souci, qui a fait don du terrain donnant accès au pont,.

## Historique
Un premier pont Scott (souvent appelé pont de Scott dans les documents d'époque) a été construit en 1790, sur des plans et sous la surveillance du grand voyer Jean Renaud. Il était en bois et avait quatre arches et trois piliers. En 1818 il tombe en ruines par manque d'entretien, et une souscription publique est établie pour le faire réparer,; d'autres travaux auraient eu lieu en 1823. 
Au cours des décennies suivantes, le pont se dégrade ; en mai 1885 il est signalé comme étant « dans un état de décadence avancée ». Le mois suivant, on rapporte qu'il a été emporté par une crue et que sa reconstruction a commencé. Dix ans plus tard, le gouvernement de la province exige la reconstruction du pont par l'organisme qui en a la charge, la Commission des chemins à barrière de la Rive nord à Québec ; celle-ci proteste qu'elle n'en a pas les moyens. Il est finalement reconstruit, cette fois en fer, et rouvert à la circulation en avril 1896.
En 1921, le pont devenu dangereux est condamné. En 1928 la reconstruction du pont est demandée par plusieurs maires des environs, mais l'attribution des contrats pour ces travaux fait l'objet de débats au Parlement jusqu'en 1929. La construction était complétée en novembre 1929.

## Toponymie
- Un parc, à proximité au sud, porte le même nom et a été nommé en 1996[13].
- L'avenue du Pont-Scott a été nommée en 1819.

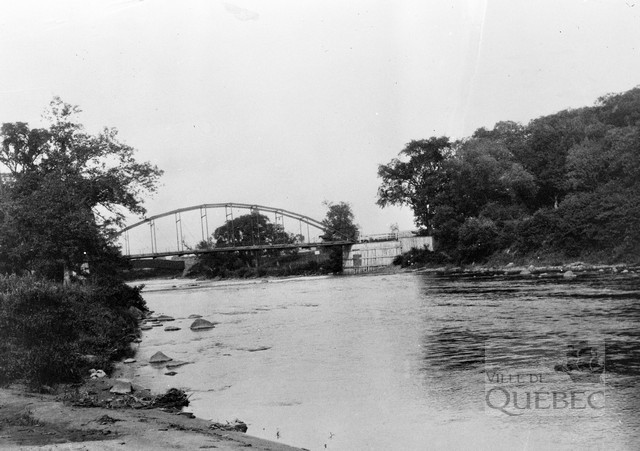
Le pont Scott en 1899

### Articles connexes

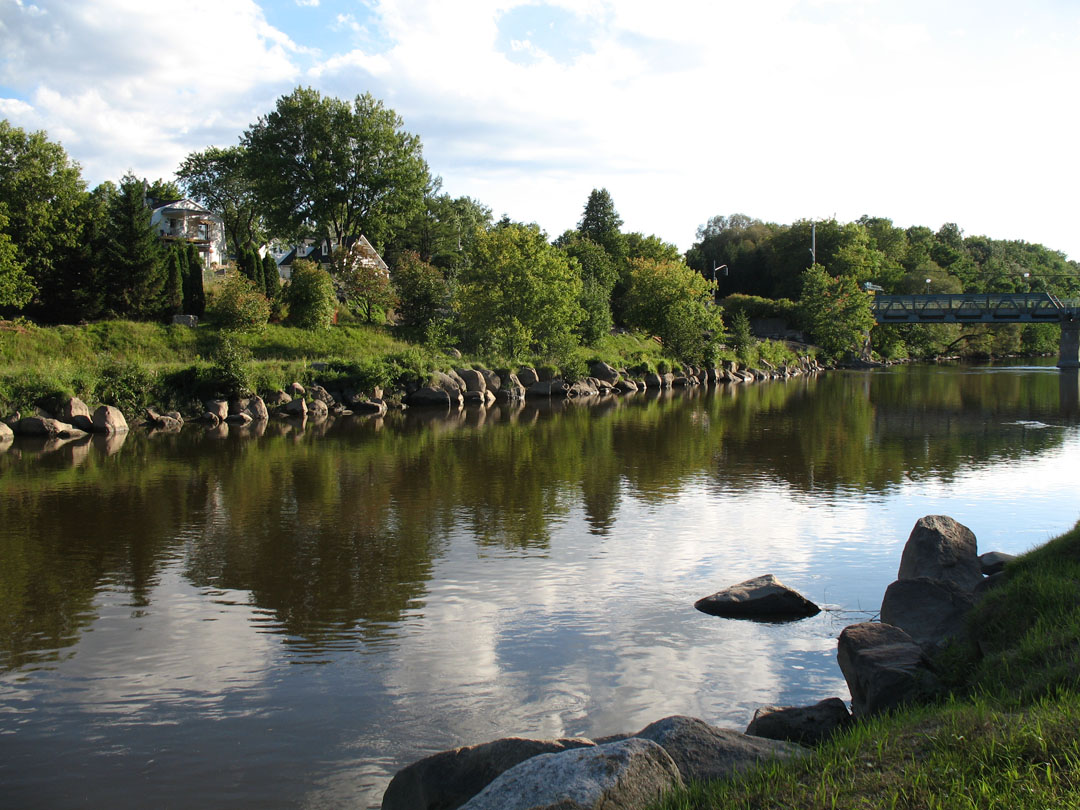
Rivière Saint-Charles